# Koblenz-Lützel
Lützel (mittelhochdeutsch lützel, lützelig = klein, wenig) ist ein Stadtteil von Koblenz und liegt im Norden der Stadt zwischen Metternich und Neuendorf. Auf der gegenüberliegenden Moselseite liegt die Koblenzer Altstadt, die über die historische Balduinbrücke mit Lützel verbunden ist. Der Begriff Lützel kommt aus dem Mittelhochdeutschen und bedeutet nichts anderes als klein. Von den preußischen Festungsanlagen aus dem 19. Jahrhundert ist in diesem Stadtteil heute noch ein Teil der Feste Kaiser Franz und der Neuendorfer Flesche erhalten.

## Geschichte

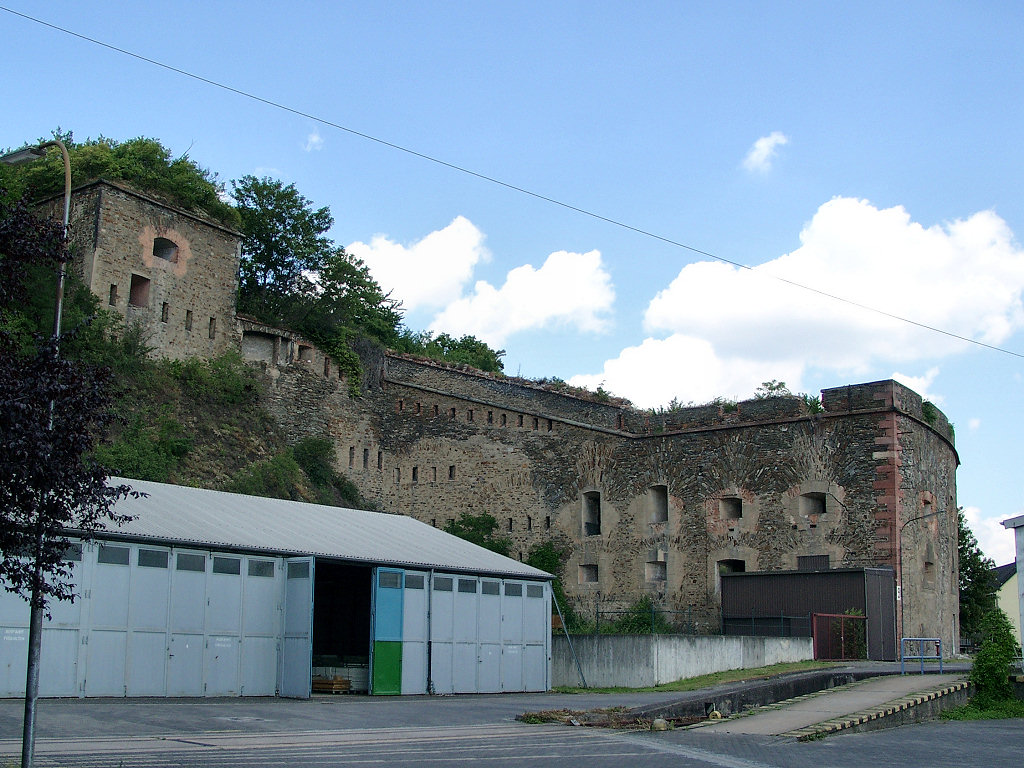
Feste Kaiser Franz

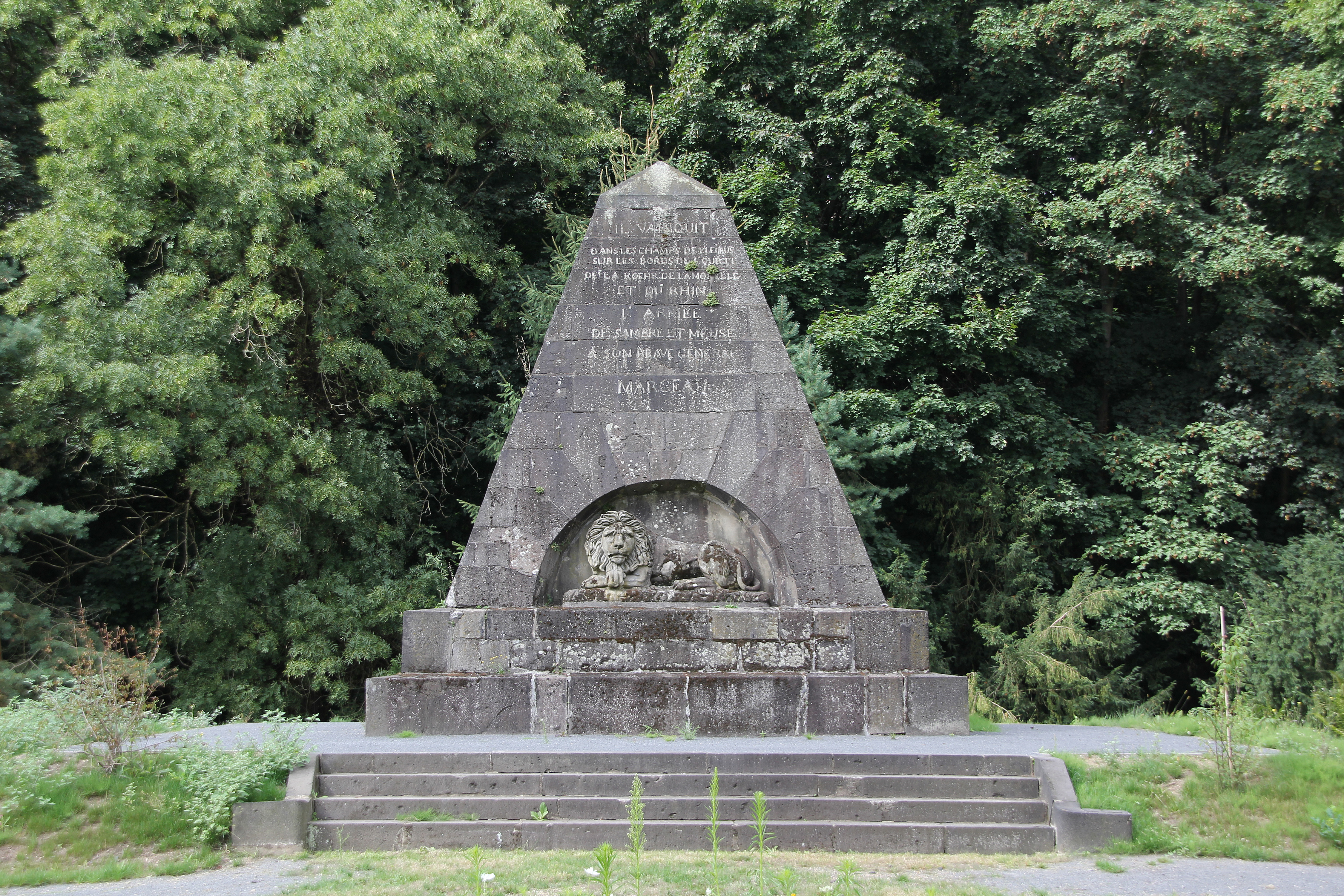
Das Marceau-Denkmal in Koblenz-Lützel

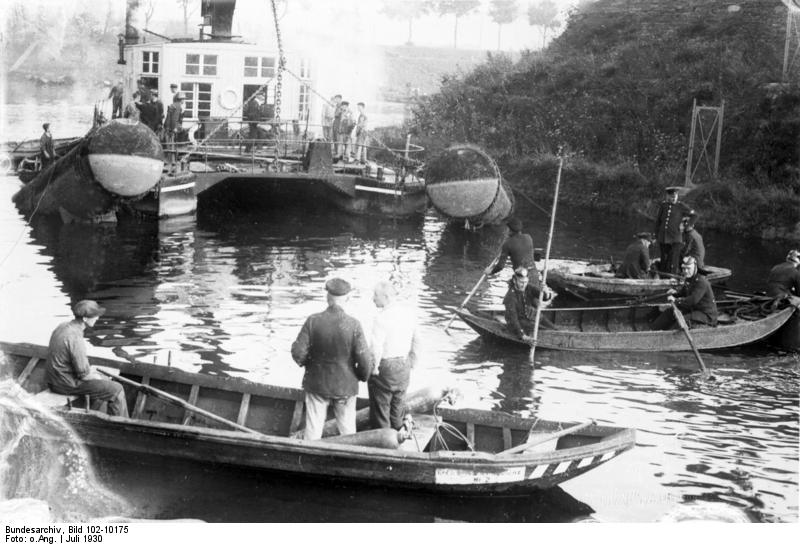
Bergungsarbeiten nach dem Brückeneinsturz von 1930

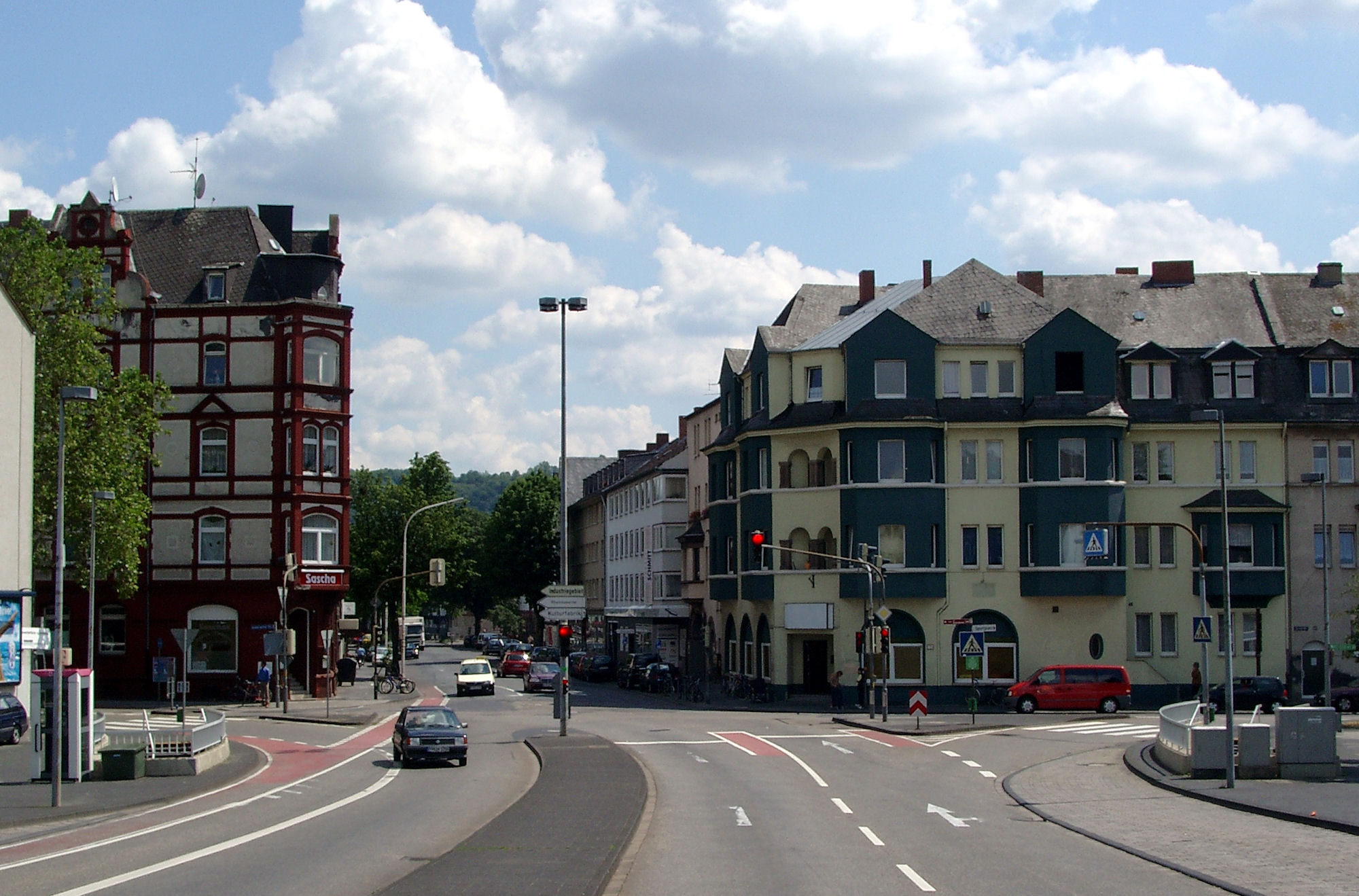
Blick von der Balduinbrücke auf den Brenderweg, rechts der Lützelhof

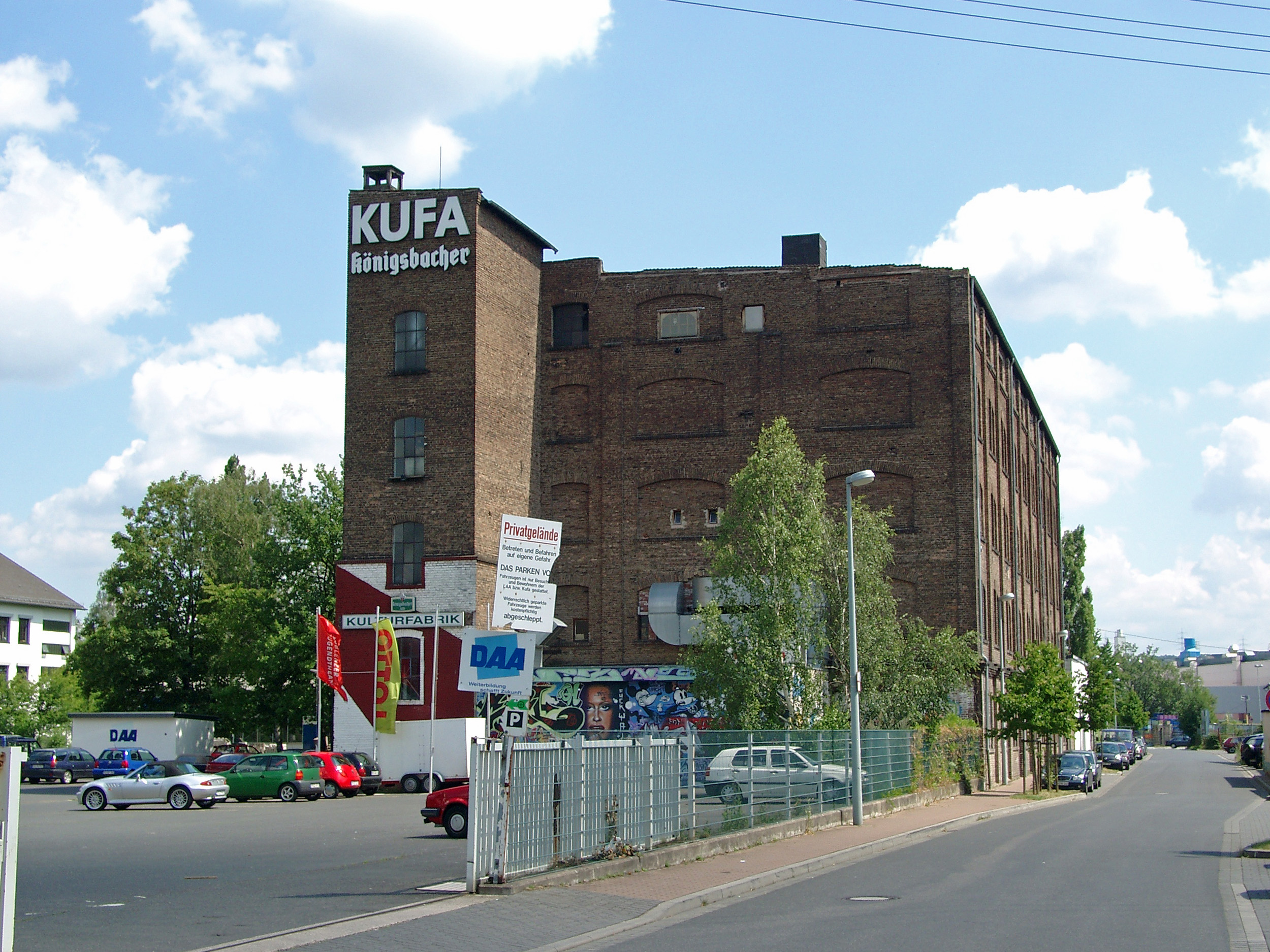
Die Kulturfabrik in Koblenz-Lützel

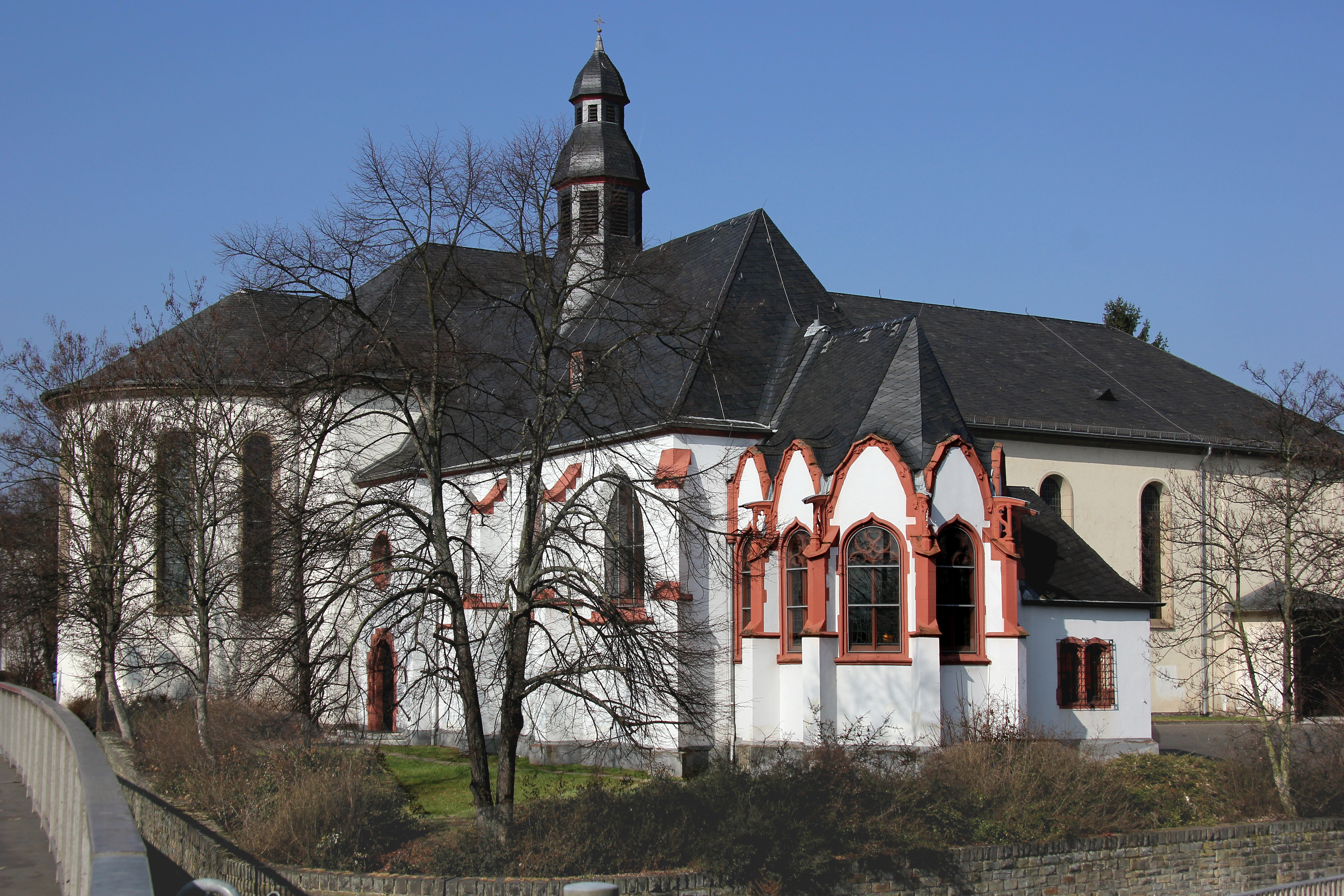
Maria-Hilf-Kapelle

Der Ort Lützel wurde erstmals 1052 im Zusammenhang mit dem Weinbau erwähnt. Im Jahr 1070 wurde er mit dem Namen minor Confluentia (Klein-Koblenz) genannt. Der Ort war Brückenkopf der südlich der Mosel gelegenen Stadt Koblenz. Eingedeutscht ist 1242 erstmals von Weinbergen in Lützel Coblentz die Rede.
Im Mittelalter war Lützel zusammen mit Moselweiß und Koblenz zu einer Marktgemeinde zusammengeschlossen. Die Bürger des Ortes besaßen in der ersten Hälfte des 13. Jahrhunderts Koblenzer Bürgerrechte und wurden 1469 noch ausdrücklich als Bürger von Koblenz genannt. Im Dreißigjährigen Krieg wurden die Hälfte der 70 Häuser (1618) im Ort zerstört.
Der Trierer Erzbischof Karl Kaspar von der Leyen ließ nördlich der Balduinbrücke, die 1429 zwischen Lützel und Koblenz über die Mosel fertiggestellt wurde, einen festen Brückenkopf anlegen. Sein Nachfolger Johann Hugo von Orsbeck baute es zu einem Sternwerk aus und wurde somit ein Vorwerk der Koblenzer Stadtbefestigung. Dazu mussten im Ort viele Häuser niedergerissen werden, ebenso wie die 1218 erstmals erwähnte Kirche St. Peter. Die betroffenen Bewohner wurden ins benachbarte Neuendorf umgesiedelt. Mit der Belagerung von Koblenz 1688 im Pfälzischen Erbfolgekrieg durch französische Truppen wurde der Ort ganz zerstört und die verbliebenen Bewohner gingen ebenfalls nach Neuendorf. Der Ort vor den Toren von Koblenz hörte damit faktisch auf zu existieren. Beide Gemarkungen wurden 1702 zusammengelegt. In französischer Zeit wurde 1812 nur ein Wachhaus an der Balduinbrücke und vier Gasthäuser verzeichnet.
Mit der Übernahme des Rheinlandes durch Preußen wurde im Zuge des Baus der Festung Koblenz auf dem sogenannten Petersberg in Lützel nach 1816 die Feste Kaiser Franz mit einem dazugehörigen System von vorgeschobenen Festungswerken errichtet. Von diesen preußischen Festungsanlagen aus dem 19. Jahrhundert ist heute noch ein Teil der Feste Kaiser Franz, der Neuendorfer Flesche sowie geringe Reste der Bubenheimer Flesche und der Moselflesche erhalten. Im Schatten der Festungsanlagen entstand Lützel erneut, wurde allerdings durch die Baubeschränkungen (sogenannte Rayongesetze) in seiner Entwicklung zunächst gehemmt. Die Preußen gaben schließlich 1890 die Festungsanlagen auf und in Lützel setzte mit Ende der Beschränkungen eine rege Bautätigkeit ein.
Zunächst gehörte die Gemarkung mit Neuendorf zur Stadt Koblenz, wurde dann aber 1857 ausgegliedert und der Bürgermeisterei St. Sebastian zugeschlagen. In den 1850er Jahren ließ sich hier die Schiffswerft Gebrüder Elsner nieder. Ab 1887 kam Lützel zum Landkreis Koblenz und wurde wenig später, am 1. Juli 1891, zusammen mit Neuendorf wieder nach Koblenz eingemeindet. In der Folgezeit entwickelte sich Lützel zunächst zu einem bevorzugten Wohngebiet, später dann auch zu einem bedeutenden Wirtschaftsstandort.
Ein tragisches Ereignis, die Brückenkatastrophe in Koblenz, machte Lützel 1930 für kurze Zeit in ganz Deutschland bekannt. Am 22. Juli 1930 kam es nach einem Feuerwerk, mit dem die Feierlichkeiten zum Abzug der Franzosen aus den Rheinlanden abgeschlossen wurden, am Sicherheitshafen zu einem Unfall. Von den zurück strömenden Menschen überlastet, brach eine enge Behelfsbrücke im Dunkeln ein und riss 38 Personen in den Tod. Dieses Unglück löste in ganz Deutschland Mitgefühl und Trauer aus.
Einen weiteren Einschnitt hatte Lützel im Zweiten Weltkrieg zu verkraften. Bedingt durch die Nähe zur Koblenzer Innenstadt und die wichtige Bahnverbindung, insbesondere der Bahnhof Koblenz-Lützel, war auch Lützel verstärkt Ziel alliierter Luftangriffe, die erhebliche Schäden nach sich zogen. Aus dieser Zeit stammt auch der Hochbunker in der Bodelschwinghstraße.
Heute weist der Stadtteil einen hohen Ausländeranteil auf. Aktuell (Stand 2009) sind dies mehr als 30 % der hier lebenden Bürger. Im Mai 2004 wurde in Lützel die Tahir-Moschee von der pakistanischen „Ahmadiyya Muslim Jamaat“ eröffnet. Dies ist der erste muslimische Sakralbau in Koblenz. Im Jahr 2012 kam mit der Aqsa-Moschee eine weitere Moschee von sunnitischen Pakistanern gegenüber der Kulturwerkstatt hinzu. In der Nähe findet sich außerdem eine kleine arabische Moscheegemeinde und seit Jahren gibt es schon eine beschauliche türkische Moschee der Ditib in Nähe der Balduinbrücke, sowie im benachbarten Neuendorf noch zwei kleinere Moscheegemeinden (eine türkische und eine bosnische). Auf dem benachbarten Friedhof existiert seit Herbst 2010 ein muslimisches Begräbnisfeld, das jedoch von der Stadt initiiert wurde und mit der Moschee in keiner Verbindung steht.
Zwischen 2010 und 2019 wurde der Hochwasserschutz der Stadtteile Lützel, Neuendorf und Wallersheim saniert beziehungsweise neu errichtet.

## Kultur und Sehenswürdigkeiten
- Am 21. April 2001 wurde mit dem DB Museum Koblenz in Lützel ein erster Außenstandort des Verkehrsmuseums in Nürnberg eröffnet.
- Seit dem Beginn der 1980er-Jahre ist in der ehemaligen Langemarck-Kaserne die Wehrtechnische Studiensammlung (WTS) untergebracht.
- Unterhalb des Lützeler Friedhofs befindet sich der Franzosenfriedhof mit der Grabpyramide des französischen Revolutionsgenerals Marceau.
- Seit Beginn der 1980er-Jahre ist die Kulturfabrik (KUFA) in Lützel beheimatet.
- Die Feste Kaiser Franz ist ein bedeutendes Beispiel preußischer Baukunst und ein architektonischer Höhepunkt in der Koblenzer Festungslandschaft, zu der auch die Reste der Neuendorfer Flesche gehören.
- Mit dem Volkspark verfügt Lützel über eine der kleinsten und unbekanntesten der Koblenzer Parkanlagen.
- Die militärischen Bedürfnisse bis zur Aufgabe des Systems Feste Franz 1890 zogen bestimmte Auflagen für die Errichtung von Gebäuden nach sich. Einige Beispiele für Häuser in der für diese Rayonbauten typischen Leichtbauweise (Fachwerk) finden sich in der Elisenstraße (Hausnummer 1–9) bis zur Ecke Antoniusstraße (Hausnummer 16).[5]
- Der denkmalgeschützte Maifelder Hof von 1906 (Neuendorfer Straße 1/3) gegenüber der Balduinbrücke ist nach seiner Sanierung ein markanter Punkt im Herzen des Stadtteils geworden.
- Ein für seine Zeit fortschrittliches Bauprojekt stellte der nach 1912 entstandene „Lützelhof“ dar. Der Komplex zwischen Brenderweg–Gartenstraße–Neuendorfer Straße umfasste insgesamt 14 Einzelgebäude, die um je einen geschlossenen und einen offenen Innenhof gruppiert waren. Alle Wohnungen waren geräumig und mit einem eigenen Bad ausgestattet, was für die damalige Zeit fortschrittlich war. Im Zweiten Weltkrieg wurde der Komplex zu zwei Dritteln zerstört, sodass heute nur noch die Häuser zwei und drei in einem ursprünglichen Zustand erhalten sowie drei künstlerisch ausgestaltete Hofeinfahrten vorhanden sind.[6]

## Infrastruktur

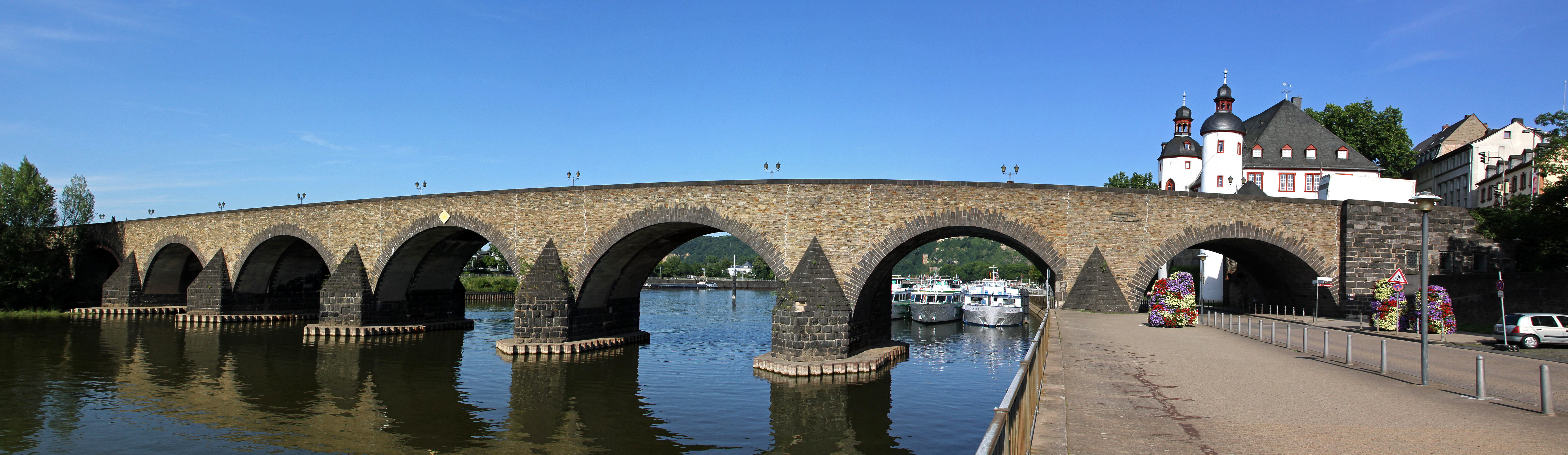
Die Balduinbrücke über der Mosel

### Verkehr
Lützel ist der Koblenzer Stadtteil der Brücken: Neben der historischen Balduinbrücke verbindet die Europabrücke die von Norden kommende B 9 mit dem anderen Moselufer. Gleiches gilt für den Verkehr über die Moseleisenbahnbrücke Richtung Hauptbahnhof und umgekehrt. Außerdem verkehrt eine kleine Personenfähre vom Campingplatz zum gegenüberliegenden Deutschen Eck.
Hauptverkehrsachsen sind die Bonner Straße (B9), die Andernacher Straße (Richtung Industriegebiet), die Mayener Straße (Richtung Metternich) sowie der Brenderweg und der Wallersheimer Weg (Richtung Neuendorf).

### Eisenbahn

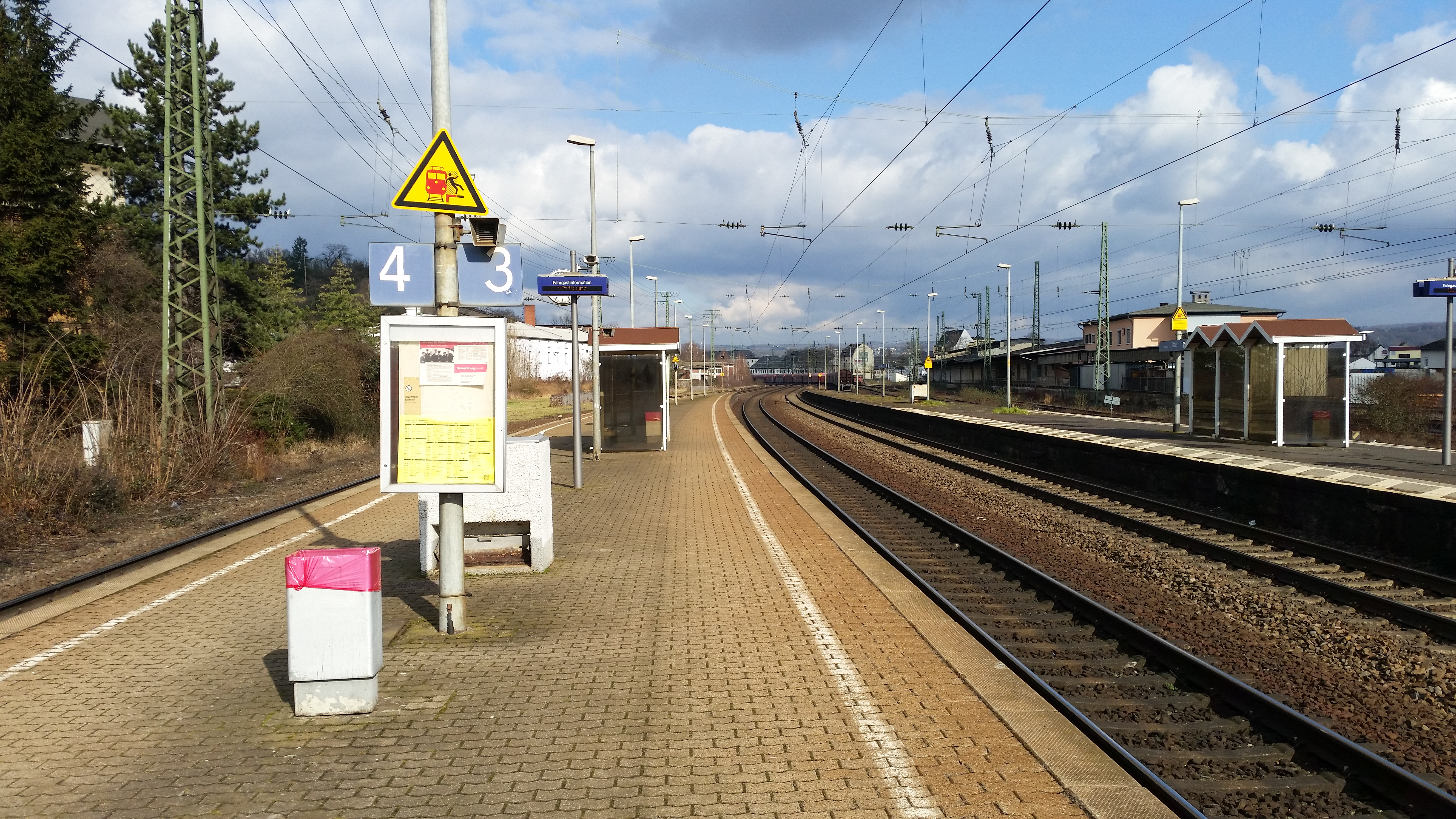
Bahnsteige des Bahnhofs Koblenz-Lützel

Aufgrund einer Verfügung des Prinzen Wilhelm von Preußen vom April 1858 entstand 1858/59 der Koblenzer Güterbahnhof auf dem linken Moselufer unterhalb des Reduits der Feste Franz. Zu seinem Schutz und dem Schutz des Ortes wurden die Anlagen von 1864 bis 1866 weitläufig mit einer Mauer umgeben, die mit Schießscharten versehen war. Zur weiteren Sicherung entstanden drei Kaponnieren. Diese Mauerumschließung wurde 1889 aufgegeben und in der Folge bis auf wenige Reste entfernt.
Der Aufstieg von Lützel zu einem wirtschaftlich bedeutenden Stadtteil ist in direktem Zusammenhang mit dem Bau des Bahnhofs zu sehen. Bereits 1889 waren die meisten Beschäftigten im Bahnbetrieb tätig. Firmenansiedlungen erfolgten hauptsächlich zwischen Neuendorfer Straße und Güterbahnhof. Außer den Anlagen für den Gütertransport hat der Bahnhof Bahnsteige für den Personenverkehr.
Im Zweiten Weltkrieg war der Güterbahnhof Ziel alliierter Luftangriffe.

### Militär
Wie auch in anderen Koblenzer Stadtteilen gab es in Lützel einige militärische Einrichtungen und Kasernen. Durchgängig waren die Truppen zunächst in der Feste Franz, der Bubenheimer und der Neuendorfer Flesche untergebracht. 1913 war der Kasernenneubau auf der ehemaligen Neuendorfer Flesche, die Trainkaserne (heute Rhein-Kaserne) fertiggestellt. Von 1913 bis 1917 entstand im Bereich der Feste Franz die Feld-Artilleriekaserne, von der heute nur noch ein Gebäude sowie die ehemaligen Ställe vorhanden sind und als Wohngebäude genutzt werden. Auf dem Gelände der Moselflesche entstand zwischen 1907 und 1910 das Korps-Bekleidungsamt (später Langemarck-Kaserne), das heute von der WTS und der Bundeswehr genutzt wird. 1938 wurde zwischen Bekleidungsamt und ehemaliger Rübenacher Schanze die Falckenstein-Kaserne (nach Maximilian Vogel von Falckenstein) errichtet.
Im Hof der Feste Franz wurde von 1892 bis 1894 eine Munitionsanstalt zur Herstellung von Munition gebaut. Die Gebäude wurden nach dem Ersten Weltkrieg zum Teil als Wohnungen genutzt, verschwanden aber in der Folge, so dass heute nichts mehr davon übrig ist. Das Artilleriedepot am Fuß der Feste Franz diente ab 1969 der Standortverwaltung der Bundeswehr, u. a. als Kleiderkammer. Heute steht der Komplex leer.
Trotz massiver Verringerung der Koblenzer Garnison werden die Falckenstein-Kaserne (neben der B 9) sowie die Rhein-Kaserne (Andernacher Straße) weiterhin von der Bundeswehr genutzt.

### Kirche
Der älteste erhaltene kirchliche Bau in Lützel ist die 1907 fertiggestellte Maria-Hilf-Kapelle. Die Kirche St. Peter, vermutlich erbaut im 12. Jahrhundert, wurde bereits 1688 bei der Belagerung von Koblenz im Pfälzischen Erbfolgekrieg durch französische Truppen zerstört. Das Petrus-Patronat der Kirche ging mit Flucht der Bevölkerung auf die neuerbaute Pfarrkirche St. Peter in Neuendorf über. Die Kirche St. Antonius, erbaut 1899–1900 „An der Ringmauer“, überstand den Zweiten Weltkrieg nicht. Das stark angegriffene Gebäude wurde 1953 gesprengt und beseitigt. Eine neue Kirche samt Gemeindezentrum entstand zwischen 1968 und 1969 am Brenderweg. Bereits 1952/53 war die Kapelle Maria Hilf durch einen Neubau zur Wallfahrtskirche erweitert worden. Im Januar 2017 wurde die Wallfahrtskirche nach nur 64 Jahren profaniert und Mitte Mai abgerissen, die Kapelle blieb erhalten.
Das kirchliche Leben in dem Koblenzer Stadtteil ist recht vielfältig. Neben den katholischen Pfarreien St. Antonius (Brenderweg) und Maria Hilf, der evangelischen Gemeinde (Gemeindezentrum Bodelschwingh) und der 2004 vollendeten Tahir-Moschee (Am Franzosenfriedhof) hat die Neuapostolische Kirchengemeinde Koblenz seit 2002 eine neue Heimat auf dem Bodelschwingh gefunden. 2008 eröffnete die evangelische freikirchliche Gemeinde ein Christus-Zentrum in der Mayer-Alberti-Straße.

### Friedhof
Der am Petersberg an der ehemaligen Bubenheimer Flesche gelegene große Friedhof entstand 1953 auf dem unteren Teil des Lützeler Volksparks. Er wurde maßgeblich von Gartenbaudirektor Hans Wilhelm Mutzbauer mitgestaltet, der auch den im Zweiten Weltkrieg in Mitleidenschaft gezogenen Volkspark neu anlegen ließ. Am Westrand des Friedhofs zieht sich, noch heute sichtbar, die ehemalige Kommunikation von der Bubenheimer Flesche zur Feste Franz entlang. Es finden sich folgende Grabarten: Wahl-, Reihen-, Urnenreihen- und Urnenwahlgräber.
Die räumliche Aufteilung des Vorplatzes der Friedhofshalle mit der Treppenanlage als Verbindung zu den Grabstätten auf den oberen Feldern ist bemerkenswert. Die Blickachse führt über die Treppenanlage hinweg zu einem Hochkreuz, das auf der ehemaligen Grabenwehr des Festungswerks steht, zur Festung Ehrenbreitstein, die aber in der Vegetationszeit durch die dahinter stehenden Laubbäume verdeckt ist. Am Eingangsbereich steht eine Basaltstele zum Gedenken an die Kriegstoten. Sie befindet sich inmitten einer von Efeu bedeckten Fläche. Sehenswert sind zahlreiche Gräber mit Madonnen und Engeln sowie eine fast vergessene Gedenktafel für den Gründer des Koblenzer Tierschutzvereins Friedrich Halter. Träger des Friedhofs ist die Stadt Koblenz.

### Kindergärten und Schulen
Die Lützeler Kindergärten sind eng mit den kirchlichen Gemeinden Maria-Hilf, St. Antonius und der Evangelischen Gemeinde verknüpft (siehe Kirche). Des Weiteren gibt es einen vierten Kindergarten in den Mittelweiden. In Lützel sind allerdings nur drei Schulen ansässig: Eine Grundschule in der Weinbergstraße sowie die Hans-Zulliger-Schule und die Goethe Realschule Plus am Brenderweg.

### Soziale Einrichtungen
Ein großes Pflegeheim für Senioren betreibt der Verein Herberge zur Heimat e. V. in der Bodelschwinghstraße. Die Ursprünge dieses Vereins gehen bis in das 19. Jahrhundert zurück. Damals bot er fahrenden Wanderern eine Übernachtungsmöglichkeit. Anfang der 1930er-Jahre kaufte die Herberge das militärische Gelände der ehemaligen Feld-Artilleriekaserne und richtete dort Wohnungen und ein Wandererheim ein, das den Namen Von-Bodelschwingh-Haus erhielt. Dies wurde Namensgeber für die Straßen fast im gesamten Areal, sodass die ursprünglich Petersberg genannte Erhebung in Lützel noch heute im Volksmund Bodelschwingh heißt. Die Herberge verlagerte ihre Tätigkeit in den 1960er-Jahren in die Altenpflege. Seit einigen Jahren sind die Senioren in einem modernen Neubau untergebracht.
Im Lützelhof bietet das Restaurant Mampf Obdachlosen und Menschen in sozialer Notlage warme Mahlzeiten für wenig Geld an.

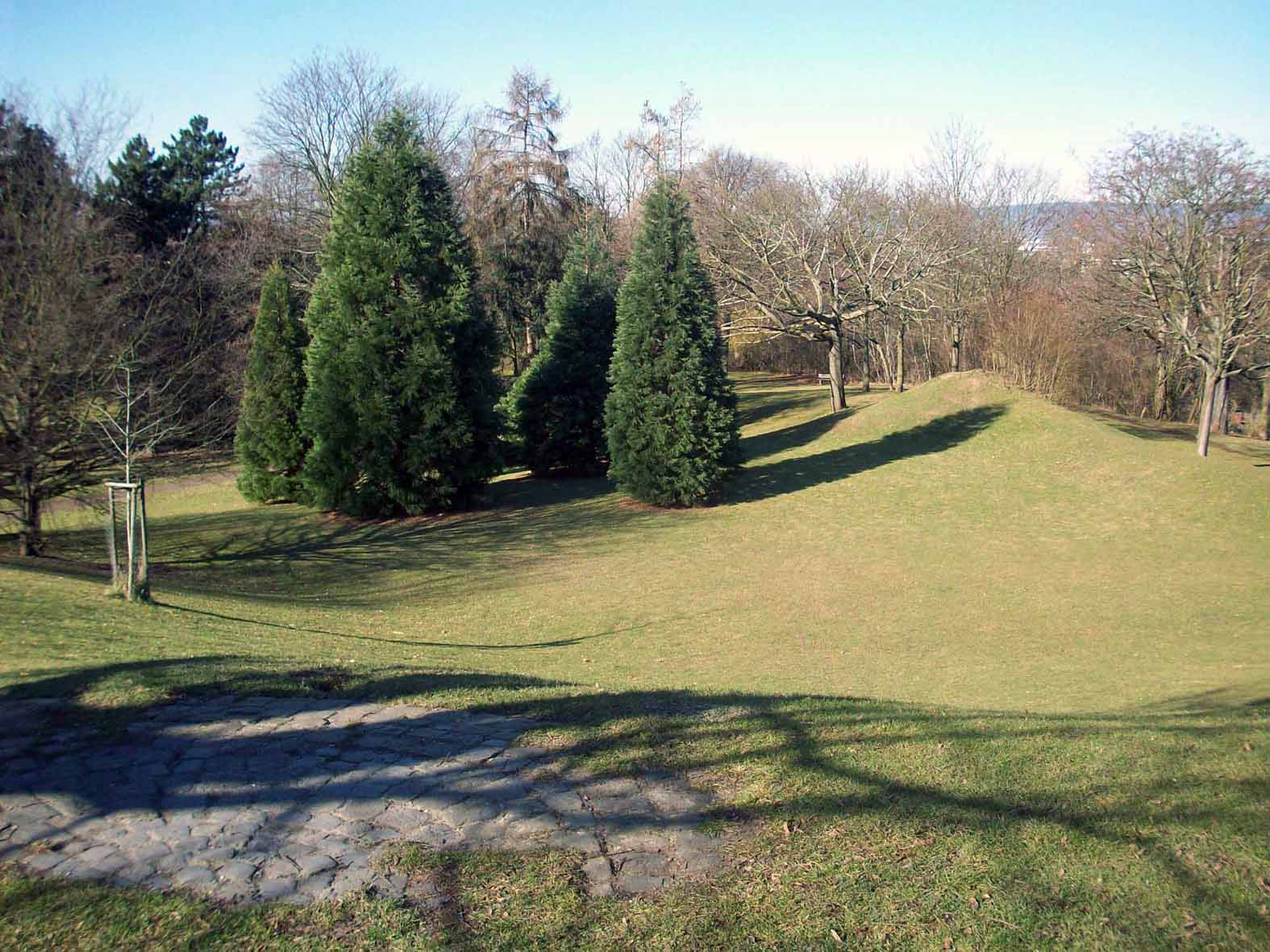
Blick vom Hügel in den Volkspark

### Sportanlagen, Parks und Grünflächen
In Lützel gibt es zwei Sportplätze: den älteren Platz auf der Feste Franz, der heute von einem türkischen Verein genutzt wird, sowie den neueren, allerdings hochwassergefährdeten Platz an den Schartwiesen, auf dem der VfB Lützel 1891 spielt.
Neben dem Volkspark ist das Lützeler Moselufer bis zum Hafen ausgebaut. Weitere Grünflächen finden sich auf dem Gelände der ehemaligen Feste Franz (allerdings nicht kultiviert) sowie am Campingplatz.
Die größte Koblenzer Kleingartenanlage findet sich in den Mittelweiden: Seit 1964 betreibt hier der Verein Gartenfreunde Sonnenland Koblenz-Lützel Gärten auf 10 ha Gelände eines ehemaligen Schuttabladeplatzes.